# Chinde (distrito)

localização do distrito de Chinde em Moçambique

Chinde é um distrito da província da Zambézia, em Moçambique, com sede na vila de Chinde. Tem limite, a norte com o distrito de Mopeia, a oeste com o distrito de Marromeu da província de Sofala, a sul e sudeste com o Oceano Índico e a nordeste com o distrito de Inhassunge. O distrito perdeu uma parte considerável da sua área com a criação, em 2013, do distrito do Luabo, até então um seu  posto administrativo.

## Demografia
Em 2017, o Censo indicou uma população de 85 408 residentes, dos quais 40 731 são homens e 44 677 são mulheres, num distrito cuja área foi reduzida para 3 125  km²,, com uma densidade populacional de 27,3 habitantes por km².
Em 2007, o Censo contabilizou uma população de 119 898 residentes. Com uma área de 4403 km², a densidade populacional era de 27,2 habitantes por km².
De acordo com o Censo de 1997, o distrito tinha 129 115 habitantes, daqui resultando uma densidade populacional de 29,3 habitantes por km².

## Divisão administrativa
O distrito está dividido em dois postos administrativos (Chinde  e Micaune) compostos pelas seguintes localidades:
- Posto Administrativo de Chinde:
  - Vila de Chinde
  - Matilde
  - Mucuandaia
  - Pambane

- Posto Administrativo de Micaune:
  - Arijuane
  - Magaza
  - Micaune
  - Mitange
  - Nhamatamanga